# Châteauneuf-d'Ille-et-Vilaine
Châteauneuf-d'Ille-et-Vilaine (en bretó Kastell-Noez) és un municipi francès, situat a la regió de Bretanya, al departament d'Ille i Vilaine. L'any 2006 tenia 1.056 habitants.

## Demografia
| 1962                                       | 1968 | 1975 | 1982 | 1990 | 1999 |
| ------------------------------------------ | ---- | ---- | ---- | ---- | ---- |
| 653                                        | 662  | 685  | 806  | 813  | 912  |
| Des de 1962: població sense dobles comptes |      |      |      |      |      |

## Administració
| Període | Identitat     | Partit        |
| ------- | ------------- | ------------- |
| 2001-   | Joël Masseron | Divers gauche |